# 瓦西里·德巴
瓦西里·德巴（羅馬尼亞語：Vasile Dîba，1954年7月24日—2024年2月20日），罗马尼亚男子皮划艇运动员。他曾代表罗马尼亚参加1976年、1980年和1984年夏季奥林匹克运动会皮划艇比赛，获得一枚金牌、一枚银牌和二枚铜牌。